# Bematistes vestalis
Bematistes vestalis är en fjärilsart som beskrevs av Felder 1865. Bematistes vestalis ingår i släktet Bematistes och familjen praktfjärilar. Inga underarter finns listade i Catalogue of Life.